# John Butler

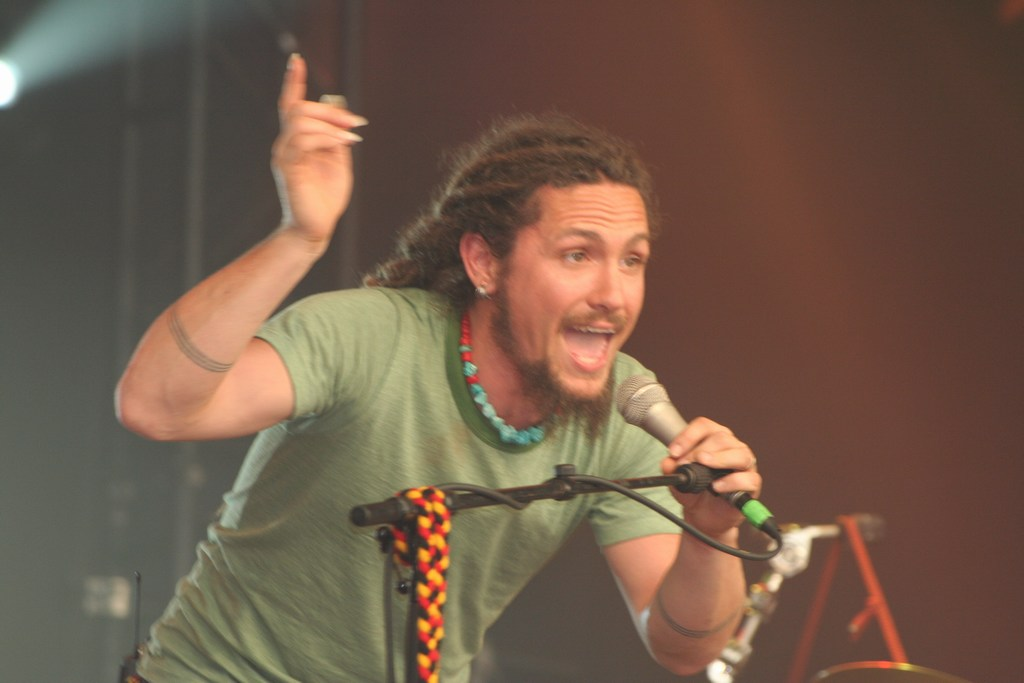
John Butler

John Butler (Torrance, 1 april 1975) is een Australische muzikant. Hij is de frontman van het John Butler Trio, een band die in Australië twee platina albums op zijn naam heeft staan, te weten: Three (2001) en Living 2001-2002 (2003). Het in 2004 uitgekomen album Sunrise over Sea kwam op 15 maart 2004 binnen op nummer 1 en behaalde goud in de eerste week na verschijnen. Butler staat in Fremantle (West-Australië) bekend als de Million Dollar Hippie dankzij zijn politieke standpunten en zijn muzikale succes.

## Begin muzikale carrière
Geboren in Torrance, Californië (Verenigde Staten) als zoon van een Australische vader en een Amerikaanse moeder emigreerde hij samen met zijn familie naar Australië op 26 januari 1986. Hij groeide op in Pinjarra (West-Australië), waarna hij in Fremantle begon als straatmuzikant. De eerste twee platen van zijn band (John Butler - 1998 en JBT EP - 2000) waren redelijk succesvol, waardoor hij een grote schare fans wist te creëren. De doorbraak kwam in 2001 met het album Three, waarop de nummers "Take" en "Betterman" te horen zijn, die allebei aardig wat airplay kregen op het Australische alternatieve jongeren radiostation Triple J. Ook scoorden de nummers goed in diens jaarlijkse top 100. Hierna volgden optredens op Big Day Out en andere grote festivals. Toen drie jaar later het vierde album Sunrise over Sea werd uitgebracht kreeg de daarvan afkomstige single Zebra al aanzienlijke airplay op commerciële radiostations en bewees een enorme hit te zijn voor de band. In 2006 promootte de band het album grondig in de Verenigde Staten.

## Leven als muzikant
Butler is uitgesproken in zijn politieke mening. Tijdens optredens doet hij vaak politieke uitspraken waarmee hij oproept tot vrede, milieubescherming en liefde en respect op globaal niveau. Hij sympathiseert met The Wilderness Society en de Save Ningaloo Reef campagne. Daarnaast staat hij bekend om zijn dreadlocks (die hij begin 2008 heeft afgeknipt) en zijn lange vingernagels, die hij gebruikt voor zijn unieke aanslag in verschillende nummers.

## Zakelijke activiteiten
Butler en zijn manager Phil Stevens hebben samen een eigen platenlabel, Jarrah Records, waardoor hij een groter percentage van de inkomsten uit cd-verkoop krijgt dan muzikanten die werken onder een extern platenlabel. The Waifs beheren ook een deel van het bedrijf en hebben verschillende opnamen uitgebracht onder het label. Butler heeft een deel van zijn inkomsten als muzikant gebruikt om een project voor beginnende muzikanten op te zetten.

## Live
Butlers liveoptredens zijn beïnvloed door zijn ervaring als voormalig straatmuzikant in Fremantle. Zijn spel omvat Westerse en Oosterse stijlen zoals blues, Indische en Celtische muziek. Hij brengt tijdens optredens vaak lange instrumentale solostukken, waaronder Ocean, Mist, Spring en Under an Indian Sky ten gehore. Naast gitaar speelt hij mondharmonica, didgeridoo, drums en gebruikt hij versterkte akoestische instrumenten zoals een 12-snarige gitaar (waarvan hij de hoge G-snaar verwijdert), lapsteel en banjo (in meer recente producties). Butler gebruikt voornamelijk 12-snarige gitaren van Maton en versterkt deze door middel van een Marshall JMP Super Lead-top en een 4x12 Marshall-kabinet, met daarop de karakteristieke "Southern Cross Flag" geverfd. Hij gebruikt meerdere effecten, waaronder distortion, reverb, delay en wahwah-pedalen om een uniek geluid te verwezenlijken.

## Huidige projecten
De huidige ritmesectie van het John Butler Trio bestaat uit Nicky Bomba (drums/percussie) en Byron Luiters (bas). Vorige bezettingen bestonden uit de drummers: Jason McGann (1998-2002), Nicky Bomba (tijdens Sunrise over Sea), Michael Barker (2002-2009); en bassisten: Gavin Shoesmith (1998-2001), Rory Quirk (2001-2002), Andrew Fry (April 2002-November 2002), Shannon Birchall (2002-2009).
In september 2006 bracht het John Butler Trio een verslag uit aangaande het opnameproces van hun meest recente album Grand National (maart 2007). In december 2006 verscheen de ep Funky Tonight, als voorproefje op Grand National, met daarop veel nummers uit de live-set, zoals "Daniella", "Fire in the Sky" en "Funky Tonight". Na verschijnen op 24 maart 2007 in Australië schoot het album meteen naar de eerste positie in de ARIA music album charts. De week daarna, op 5 april 2007, gaven Butler en zijn trio een gratis optreden op het Federation Square in Melbourne. Tijdens dit optreden maakten alle gastmuzikanten die aan de opnamen van Grand National meewerkten, waaronder Vika, Linda Bull en Jex Saarhelart hun opwachting. Drummer Nicky Bomba speelde het nummer "Devil Running" mee.
Tijdens de ARIA Awards in 2007 speelde Butler "Funky Tonight" in een samenwerking met Keith Urban, een andere Australische muzikant. Triple J-luisteraars riepen Grand National uit als hun favoriete album van 2007.

## Persoonlijk
Butler leerde zijn vrouw Danielle Caruana in 1999 kennen. Ze hebben samen twee kinderen, een dochter en een zoon. Ook zijn vrouw is een zelfstandig muzikante. Ze was achtergrondzangeres op het album Sunrise over Sea en heeft haar eigen artiestennaam: "Mama Kin".

## Discografie

### Met John Butler Trio
- John Butler (1998)
- Three (2001)
- Sunrise over Sea (2004)
- Grand National (2007)
- April Uprising (2010)
- Flesh & Blood (2014)
- Home (2018)

### Solo
- Searching for Heritage (1996)
- Live at Twist & Shout (2007)
- One Small Step (2007)
- Tin Shed Tales (2012)